# 십수

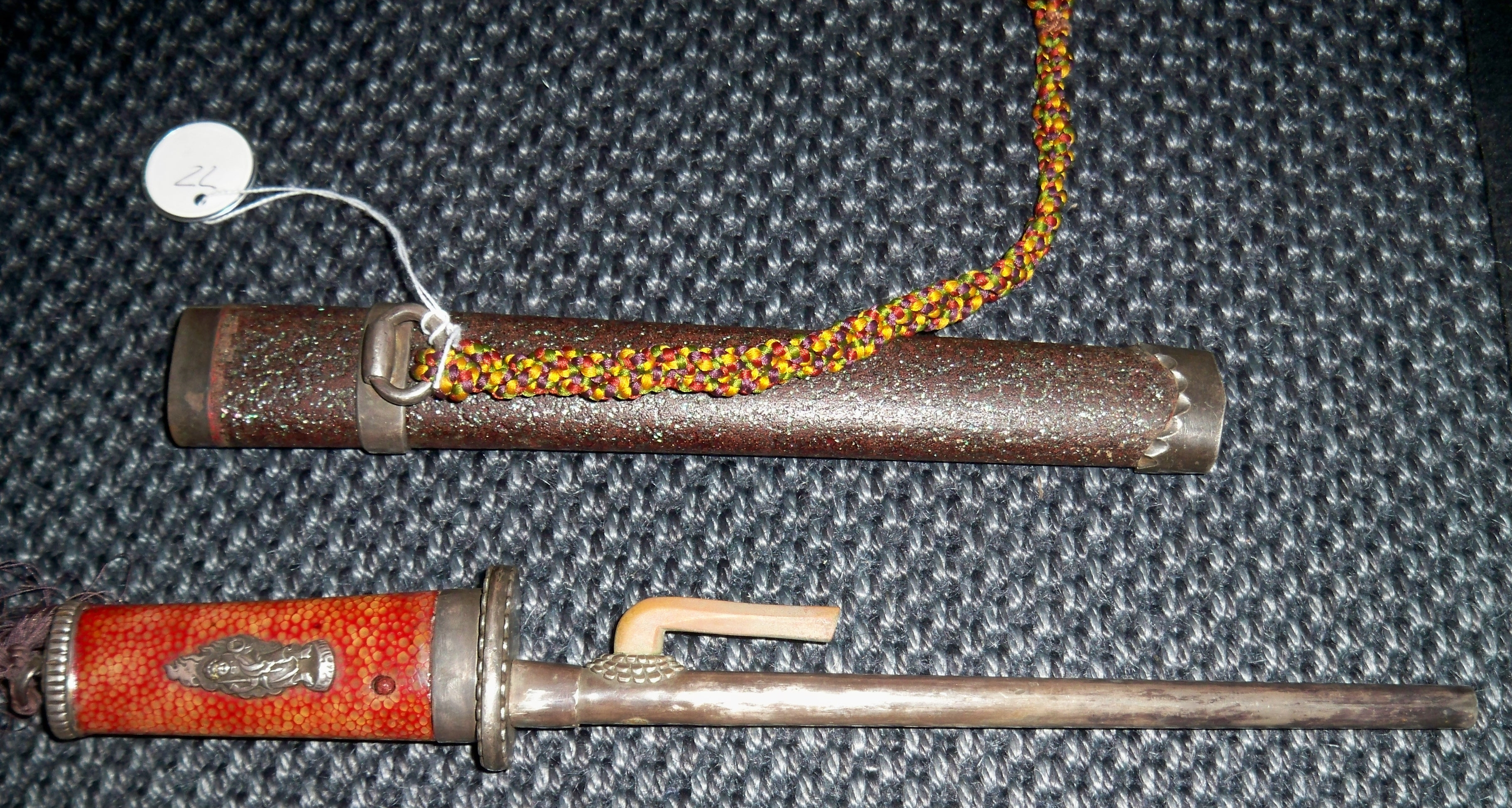

십수(일본어: 十手 짓테[*])는 일본의 무기이자 체포 도구이다. 유파에 따라서 실수(実手)라고 부르기도 하며, 십수를 이용한 무술을 십수술(일본어: 十手術 짓테쥬츠[*])라고 한다.
에도 시대 일본에서 십수는 공무원들의 배지 대용으로서 고위 사무라이로부터 하위 오캇피키나 도신에 이르기까지 경찰들은 누구나 휴대했다.